# ياروسلاف هاشيك
ياروسلاف هاشيك (بالتشيكية: Jaroslav Hašek)‏ (و. 1883 – 1923 م) هو كاتب، وممثل هزلي، وsatirist، ولاسلطوي، وروائي، وصحفي من التشيك. ولد في براغ.
ولد ياروسلاف هاشيك عام 1883 في براغ، التابعة في ذلك الحين للامبراطورية النمساوية، في أسرة ربها معلم مدرسة ثانوية، وترك المدرسة في سن الثالثة عشرة بعد وفاة والده نتيجة لاستهلاك الكحول المفرط، وهو إدمان ورثه عنه هاشيك الابن لاحقا، وعمل في صيدلية، ثم درس في كلية براغ التجارية. تجول متشردا في عدة بلدان أوروبية وزاول عدة مهن، وعمل في براغ ممثلا لشركة تأمين قبل أن يقرر في سن العشرين أن يكسب عيشه من الكتابة. وبالفعل قام بنشر العديد من القصص الساخرة والملاحق الثقافية في العديد من الصحف التشيكية، وعمل في تحرير مجلة لربات البيوت، ثم مديرا لتحرير مجلة متخصصة بعالم الحيوان وطرد منها بعد أن اكتشف أنه كان يخترع ويصف حيوانات جديدة من أجل رفع مبيعات المجلة. هناك أكثر من 1200 قصة قصيرة نشرها هاشيك باسمه أو باسماء مستعارة في مراحل حياته المتعددة.
شارك عام 1907 في تحرير مجلة كومونا الفوضوية وتعرض للسجن، وفي نفس العام تعرف على الأديبة يارميلا ماير التي تزوج منها عام 1910، وفي عام 1912 أسس هاشيك حزبا سياسيا ساخرا سماه «حزب التقدم المعتدل في حدود القانون النمساوي-الهنغاري» وكتب له برنامجا سياسيا ساخرا من الأوضاع السياسية في الامبراطورية النمساوية.
استدعي عام 1915 للخدمة العسكرية في جيش الامبراطورية النمساوية في الحرب العالمية الأولى، وخدم على الجبهة الشرقية حيث وقع في الأسر الروسي، وهذه الفترة هي ما يتناوله عمله الأدبي الأهم، مغامرات الجندي الطيب شفيك. في الأسر الروسي انتقل إلى الفرقة التشيكوسلوفاكية التي تشكلت لتحارب في صف الروس من أجل استقلال تشيكوسلوفاكيا عن النمسا، وبعد اندلاع الثورة البلشفية خرج عن الفرقة التشيكوسلوفاكية ملتحقا بالشيوعيين، وقاتل مع الجيش الأحمر على عدة جبهات وصولا إلى حدود منغوليا، وانضم إلى الحزب الشيوعي الروسي عام 1918، وعمل مفتشا سياسيا في مدينة إيركوتسك في سيبيريا حيث تعرض لمحاولة اغتيال، وفي أيركوتسك عمل على إصدار صحيفية باللغة المحلية هناك.
عاد إلى براغ عام 1920 مبتعثا من أجل المشاركة في تأسيس الحزب الشيوعي في الجمهورية التشيكوسلوفاكية الناشئة، إلا أنه تخلى مبكرا عن النشاط السياسي وعاد للكتابة، فيما تدهورت صحته بسرعة بسبب عودته إلى الإفراط في الشرب. انسحب في أعوامه الأخيرة إلى قرية ليبنتسه حيث شرع بكتابة مغامرات شفيك التي نشرت على حلقات مع رسوم قدمها صديقه الرسام يوزيف لادا، إلا أن هذه الرواية لم تكتمل، إذ توفي هاشيك عام 1923 بعد إصابته بمرض السل. حاول صديقه كاريل فانيك اكمال الرواية بالتعاون مع الرسام لادا، إلا أن الأجزاء التي نشرت بعد وفاة هاشيك لم تضاه جودة عمل هاشيك، وتعد رواية هاشيك الناقصة اليوم واحدة من روائع أدب مناهضة الحرب، وقد ترجمها إلى اللغة العربية المترجم السوري توفيق الأسدي.

## أعمال بارزة
من أهم أعماله:
- الجندي الطيب شفيك
- برنامج حزب التقدم المتعدل ضمن حدود القانون (رابط للترجمة الإنكليزية)
- قصص قصيرة (رابط للترجمة الإنكليزية)

## ترجمات إلى العربية
ترجم الرواية إلى العربية توفيق الأسدي بناءً على الترجمة الإنكليزية وصدرت الترجمة عام 1986 عن وزارة الثقافة السورية بعنوان «الجندي الطيب شفيك وما جرى له في الحرب العالمية الأولى». عام 2008 صدرت للرواية طبعة حديثة في ثلاثة أجزاء عن دار الخيال بيروت.

## أعمال عن ياروسلاف هاشيك
- ,Abigail Weil, Man is undestructible: Lagend and Legitimacy of Jaroslav Hašek, PhD, Department of Slavic Languages and Literature, Harvard University, USA, 2019 متوفر للتنزيل ملف PDF

## روابط خارجية
- ياروسلاف هاشيك على موقع IMDb (الإنجليزية)
- ياروسلاف هاشيك على موقع الموسوعة البريطانية (الإنجليزية)
- ياروسلاف هاشيك على موقع ألو سيني (الفرنسية)
- ياروسلاف هاشيك على موقع ميوزك برينز (الإنجليزية)
- ياروسلاف هاشيك على موقع أول موفي (الإنجليزية)
- ياروسلاف هاشيك على موقع قاعدة بيانات الأفلام السويدية (السويدية)
- ياروسلاف هاشيك على موقع إن إن دي بي (الإنجليزية)
- ياروسلاف هاشيك على موقع ديسكوغز (الإنجليزية)
- ياروسلاف هاشيك على موقع قاعدة بيانات الفيلم (الإنجليزية)
- ياروسلاف هاشيك على موقع كينوبويسك (الروسية)